# Acronychia porteri
Acronychia porteri es una especie de planta de la familia de las Rutaceae. Se encuentra en Malasia y Singapur donde está presente en el Parque nacional Taman Negara. Está en peligro debido a la destrucción del hábitat. 

## Taxonomía
Acronychia porteri fue descrita por Joseph Dalton Hooker y publicado en The Flora of British India 1: 498. 1875.
Etimología
Acronychia: nombre genérico que deriva de las palabras griegas akros (punta) y ónix (garra), en referencia a los pétalos, que normalmente están conectados adaxialmente en el ápice.
porteri: epíteto
Sinonimia
- Jambolifera porteri Kuntze	[4]